# خنفساء الفيل

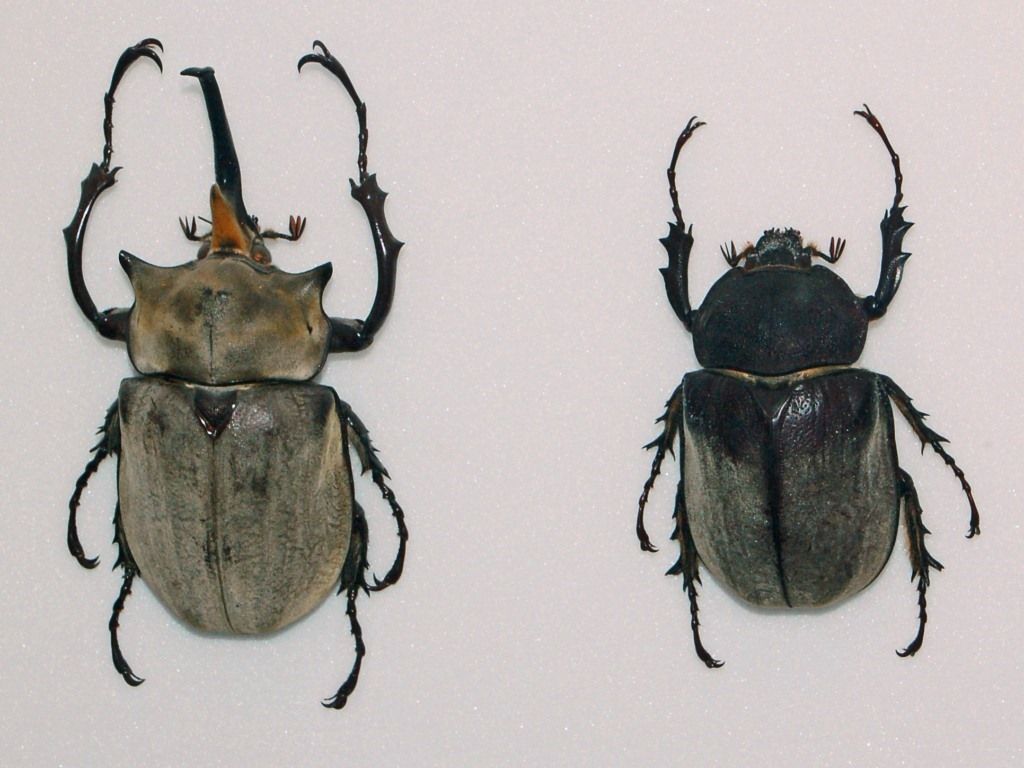
ذكر وأنثى

خنفساء الفيل أو الخُنفساء الفيلية تُعد عضوًا في فصيلة الجعليات والفصيلة الفرعية خنفساء وحيد القرن. هي إحدى أنواع خنافس وحيد القرن الاستوائيةً.